# たけうちこうた
たけうちこうた（1971年12月13日 - ）は、EDEN'S NOTESに所属する日本の男性ゲームクリエイター、シナリオライター、作詞家。

## 主な作品

### コンシューマーゲーム

#### スーパーファミコン
- 幼稚園戦記まだら（データム・ポリスター）

#### PlayStation
- キングオブプロデューサー（GMF）
- パーラーステーション（GMF）

#### PC-FX
- となりのプリンセス ロルフィー（NECホームエレクトロニクス）
- 負けるな!魔剣道Z（NECホームエレクトロニクス）

#### ドリームキャスト
- カナリア 〜この想いを歌に乗せて〜（NECインターチャネル）

#### PlayStation 2
- トロと休日（ソニー・コンピュータエンタテインメント）
- フーリガン〜君のなかの勇気〜（PCCW Japan）
- カナリア〜この想いを歌に乗せて〜（NECインターチャネル）
- こころの扉（GeneX）
- ホームメイド〜終の館〜（プリンセスソフト）
- 舞-HiME 運命の系統樹（マーベラスインタラクティブ）
- D.C.II P.S. 〜ダ・カーポII〜 プラスシチュエーション（角川書店）
- Canvas3 〜淡色のパステル〜（GN Software）

#### PlayStation Portable
- Canvas3 〜七色の奇跡〜（GN Software）
- D.C.I&II P.S.P. 〜ダ・カーポI&II〜 プラスシチュエーションポータブル（角川書店）
- D.C.III+ 〜ダ・カーポIII〜プラス（角川ゲームス）

#### PlayStation 3
- この大空に、翼をひろげて CRUISE SIGN（5pb.）※特典シナリオ「二人のないしょ話」

#### PlayStation Vita
- この大空に、翼をひろげて CRUISE SIGN（5pb.）※特典シナリオ「ハット捕獲作戦」

#### PlayStarion 4/Nintendo Switch
- D.C.III P.S. ～ダ・カーポIII プラスストーリー～（エンターグラム）[1]

### PCゲーム

#### フロントウイング・Survive
- フーリガン（メインシナリオ）
- 426 よんにいろく（シナリオ）
- アズラエル（シナリオ）
- セパレイトブルー（メインシナリオ）

#### TEATIME
- Toon（サブシナリオ）

#### XERO
Harbor
- 真夏の扉 〜君と綴る物語〜（サブシナリオ）

Sprit Speak
- あののの。 〜君と過ごしたあの日あの時あの未来〜（サブシナリオ）

#### CLOCKUP
- プレゼンス（サブシナリオ）

#### CIRCUS
- ホームメイド -Homemaid-（メインシナリオ）
- すくみず2 〜泳・げ・な・い〜（メインシナリオ）
- D.C.II 〜ダ・カーポII〜（シナリオ）
- 舞-HiME 運命の系統樹 修羅（シナリオ）
- C.D.Christmas Days 〜サーカスディスク クリスマスデイズ〜（企画、シナリオ）
- D.C.II Spring Celebration 〜ダ・カーポII〜 スプリング セレブレイション（シナリオ）
- ホームメイドスイーツ（メインシナリオ）
- D.C.II P.C. 〜ダ・カーポII〜 プラスコミュニケーション（シナリオ）
- D.C.II To You 〜ダ・カーポII〜 トゥーユー（シナリオ）
- D.C.II Fall in Love 〜ダ・カーポII〜 フォーリンラブ（シナリオ）
- D.C. Dream X'mas 〜ダ・カーポ〜 ドリームクリスマス（シナリオ）
- D.C.III 〜ダ・カーポIII〜（シナリオ）
- D.C.III R 〜ダ・カーポIII アール〜/X-rated（シナリオ）
- D.C.III P.P. 〜ダ・カーポIII プラチナパートナー〜（シナリオ）
- D.C.II Dearest Marriage 〜ダ・カーポII〜 ディアレストマリッジ（シナリオ）
- D.C.III With You 〜ダ・カーポIII〜 ウィズユー（シナリオ・ディレクション補佐）
- D.C.III DreamDays 〜ダ・カーポIII〜 ドリームデイズ（シナリオ・ルートディレクション）

#### F&C
- Canvas3 〜白銀のポートレート〜（シナリオ）
- VALENTINE PINK（シナリオ）

#### Journey
- なないろ航路（シナリオ）

#### Carol Works
- ボクの××は寮生たちの特権です!（シナリオ）
- 夏色ラムネ（シナリオ）

#### mirai
- ハナヒメ*アブソリュート!（シナリオ）

#### キャラメルBOX
- 処女はお姉さまに恋してる 3つのきら星（シナリオ）

#### Navel
- SPIRAL!!（シナリオ）
- SHUFFLE! エピソード2 神にも悪魔にも狙われている男（シナリオ）
- Princess×Princess（シナリオ）

#### novamicus
- Crossover Clover（シナリオ）

### 作詞
- フーリガン（作曲・編曲：河辺健宏／唄：串田アキラ）

※「フーリガン」主題歌
- フーリガン HIROMIX（作曲・編曲：河辺健宏／唄：佐藤裕美）

※「フーリガン」主題歌カバー
- 2人の未然形（作曲・編曲：上松範康／唄：佐藤裕美）

※「フーリガン」巫女姉妹EDテーマ
- farewells（作曲・編曲：藤間仁／唄：MASAMI）

※「アズラエル」主題歌
- La Golondrina（作曲・編曲：藤田淳平／唄：石橋つばめ）

※「セパレイトブルー」イメージソング
- Proof of Love（作曲：宮川直巳／編曲：熊谷憲康／唄：アイ&ショウコ）

※Surviveマスコットソング

### 舞台脚本など
- 朗読劇『カナリア～この想いを歌に乗せて～』番外編「ホワイトノート」（2002年3月12日、ザムザ阿佐ヶ谷）※声優Waveイベント
- 舞台『D.C.III ～ダ・カーポIII～君と旅する時の魔法』（2021年11月17日 - 21日、ニッショーホール）
- 舞台『D.C.III ～ダ・カーポIII～ミライヘの伝言』（2023年4月19日 - 24日、飛行船シアター）
- 朗読劇『SHUFFLE! 20th Anniversary』（2024年9月15日、代官山SPACE ODD）※SHUFFLE! 20周年ライブイベント「Scramble!!」

### ドラマCD
- カナリア茶「カナリアTV〜予約録画は忘れずに〜」
- なめらかマーガリン
- セパレイトブルー「プレリュードブルー」
- セパレイトブルー「みっしょんいんぽっしブルー」
- セパレイトブルー「セパレブ・サヴァイブ」
- D.C.II 音姫の「Chocolate Box Memories」
- D.C.II 雪月花の「ドキドキお見舞い大作戦」
- D.C.IIアルティメットプレストーリーズ「薫風の幕間」
- D.C.II 音姫と由夢の「行く年、来る年〜まったり編〜」
- D.C.II S.S. ドラマCD「聖夜のミスコン大騒動!」
- C.D.C.D.2 小恋の「お鍋探訪〜幻の具材を求めて〜」
- Canvas3「激論!?女だらけの恋愛討論会!」
- Canvas3「第一回繚乱学園美術部料理対決!!」
- D.C.II P.C. 音姫とエリカの「生徒会体験実習!」
- D.C.II P.C. 音姫とななかの「学園アイドルへの道!」
- D.C.II Fall in Love 音姫と由夢の「卒業〜アルティメット回顧録〜」
- D.C.III「リッカさんの新入生歓迎大計画!」
- D.C.III「ひと夏の思い出? 姫乃のドキドキ合宿」
- D.C.III「食欲の秋は、るる姉におまかせ♪」
- 強制安眠導入CD「おやすみなさいは一度だけ」シリーズ
  - いっしょに寝るの!（primavera notturno）平泉あおい編（CV：浅倉杏美）
  - おひざで寝るの!（primavera intermezzo）明保野爽香編（CV：丹下桜）
  - いっしょに寝るの!（estate notturno）狭間菜月編（CV：東山奈央）
  - おひざで寝るの!（estate intermezzo）涼原星夜編（CV：伊藤静）
  - いっしょに寝るの!（autunno notturno）大多睦美編（CV：安済知佳）
  - おひざで寝るの!（autunno intermezzo）木暮夕奈編（CV：葉月絵理乃）
  - いっしょに寝るの!（inverno notturno）勝土岐たみ代編（CV：水橋かおり）
  - いっしょにいるの!（inverno intermezzo）風花つとめ編（CV：中田順子）
- D.C.II Dearest Marriage 音姫のどきどきウエディング大作戦♪ 〜ちょっとエッチな前撮り編〜
- D.C.III Side Stories「美琴のサプライズお誕生会!」
- D.C.III Side Stories「さくらの願いと素敵な笹」

## ゲスト出演

### WEBラジオ
- サヴァイブドットジェイピー（第4回）
- この坂を越えて（第4回・第9回）
- セパレブナビゲーション（第17回）
- D.C.II 〜ダ・カーポII〜 風見学園放送部（特別出張版）
- D.C.toEF ラジオ（第65回）